# Кимбърли Кейн
Кимбърли Кейн (на английски: Kimberly Kane) е американска порнографска актриса и режисьор на порнографски филми.

## Ранен живот
Родена е на 28 август 1983 г. в град Такома, щата Вашингтон, САЩ. Тя е от немски и датски произход. От 13-годишна възраст живее в град Портланд, щата Орегон.
Работи на няколко места, включително в Макдоналдс, магазин за китари, в издателската дейност на майка ѝ, в мол на щанд за продажба на лосиони, както и държавна работа като доставчик на грижи по домовете.
Участва за известно време и в музикалната група за рок кавъри „Skull Rose“, като тя се изявява на дайре и пее.

## Кариера
Дебютира като актриса в порнографската индустрия през 2003 г., когато е на 20-годишна възраст.
През 2006 г. режисира първия си порнографски филм – „Голи и известни“.
Печели наградите за най-добра актриса на AVN, XBIZ и XRCO за изпълнението на ролята на Дейна Скъли в порнографската пародия на филма „Досиетата Х“ – „Секс досиетата: тъмната ХХХ пародия“.
Включена е в класацията на списание „Максим“ – Топ 12 жени звезди в порното, известна и като „мръсната дузина“.
Участва в кампания на Коалицията на свободното слово като се снима във видео, насочено срещу интелектуалното пиратството.

## Награди и номинации
Носителка на награди
- 2010: AVN награда за най-добра актриса – „Секс досиетата: тъмната ХХХ пародия“.[5]
- 2010: XBIZ награда за актьорско изпълнение на годината (жена) – „Секс досиетата: тъмната ХХХ пародия“.[6][12]
- 2011: XRCO награда за най-добра актриса – „Секс досиетата: тъмната ХХХ пародия“.[7]
- 2016: AVN зала на славата.[4]
- 2016: XBIZ награда за най-добра секс сцена в пародийна продукция – „Жената чудо ХХХ“ (с Риън Дрилър).[13]

Номинации
- 2012: Номинация за AVN награда за изпълнителка на годината.[14]
- 2013: Номинация за AVN награда за най-добра поддържаща актриса – „Официална пародия на Последния ергенски запой“.[15][16]